# Survarium
Survarium — компьютерная игра в жанре массового многопользовательского шутера от первого лица с ролевыми элементами, распространявшаяся по бизнес-модели free-to-play. Разрабатывалась украинской компанией Vostok Games. Разработка игры была анонсирована 25 апреля 2012 года. С 30 июня 2014 года игра находилась в стадии открытого бета-теста PvP-режима. В феврале 2022 года компания заявила о прекращении разработки игры и отключении игрового сервера в мае 2022 года. Серверы проекта были остановлены 31 мая 2022 года.
Действие игры происходило в постапокалиптическом мире, в котором произошла экологическая катастрофа. Согласно первым заявлениям разработчиков, противниками игрока будут выступать другие игроки, мутанты и сам мир Survarium в виде аномалий, так называемого Леса. Кроме того, в Survarium не будет цельного мира, по которому можно будет свободно путешествовать, вместо этого игровой процесс рассчитан на сессионную игру в ограниченных рамках.
По заверениям разработчиков, они намерены были использовать в Survarium ряд идей, придуманных изначально для S.T.A.L.K.E.R. 2, однако никакие практические наработки GSC Game World в Survarium не использовались, игра создавалась с чистого листа. По словам PR-директора Vostok Games Олега Яворского, Survarium представлял собой идею S.T.A.L.K.E.R., вышедшую на новый эволюционный этап.
Также, по словам разработчиков, в игру планировалось добавить элементы ролевой игры.

## Игровой процесс

### Режимы
В Survarium были доступны следующие типы сражений между игроками, в каждом из которых сражались до 16 человек:
- Защитное устройство. На карте случайным образом расположены контейнеры с батареями. Командам нужно обнаружить и принести контейнеры на свою базу. Побеждает команда, первой собравшая все контейнеры или доставившая больше контейнеров на базу за отведённое время. Важно не только обнаружить и принести контейнеры, но и не дать противнику захватить их. Также представлена вариация данного режима, когда контейнеры не разбросаны в случайном порядке на карте, а появляются в одном из трёх устройств в обозначенных точках карты. Командам необходимо обнаружить, в каком из устройств контейнер, а затем доставить его на базу. Помните, что персонаж с контейнером в руках уязвим и не может защитить себя. Прикройте его огнём, чтобы он смог донести предмет до базы.
- Исследование. Задача команд в этом режиме — контроль над установками для изучения аномальной активности. Захватив и удерживая точку, команда получает очки исследования. Побеждает команда, первой завершившая исследование аномальной активности или набравшая больше очков за отведённое время матча.
- Командный бой. Классический для шутеров режим Team Deathmatch. Правила просты: убивай противников и старайся не попасть под пули сам. Побеждает команда, убившая 100 (150) противников или уничтожившая больше врагов за отведённое время.
- Найти и уничтожить. Возрождение во время раунда в этом режиме запрещено. Одна из команд должна доставить артефакт на базу противника. Атакующая команда побеждает в раунде, если ей удаётся доставить артефакт. Обороняющаяся команда побеждает в раунде, если все нападающие погибают. Когда одна из команд выигрывает раунд, начинается следующий раунд и все персонажи возрождаются. В матче побеждает команда, первой победившая в пяти раундах. Или же выигравшая больше раундов по истечении времени матча.
- Бойня. Командный бой, в котором сражения разворачиваются на небольших по размеру картах и с уменьшенным временем возрождения персонажа.
- Пейнтбол. Всем игрокам выдаётся ствол для стрельбы цветными шариками.
- Гонка вооружений. Игрок в процессе игры, за каждое убийство получает оружие более высокого ранга.
- Свободная игра. Отдельный запланированный игровой режим, сочетающий в себе элементы исследования, противостояния между армиями и выживания в мире хаоса. Игроки смогут выполнять задания от группировок, участвовать в случайных событиях, исследовать карту в поисках ценных предметов.

В игре была возможность создавать пользовательские матчи двух типов: тренировочные и клановые. Главное отличие в том, что в тренировочные можно приглашать кого угодно, в клановые — только игроков своего клана и одного другого клана. Пользовательский матч позволяет задать любые настройки: количество игроков, режим (в том числе и «Охота за артефактом»), карта, составы команд и многое другое (например, включить общий голосовой чат или добавить ботов). Также присутствовал соревновательный режим противостояния игроков, сформированных в команды по личному рейтингу. Рейтинговые бои недоступны отрядам.

### Командная миссия (CO-OP)
Командная миссия (CO-OP) — это отдельный игровой режим, сочетавший в себе элементы исследования, противостояния между игроками и контролируемыми компьютером противниками, а также выживания во враждебном мире.
Игровая локация в PvE была больше, чем привычная PVP карта. На ней были расположены несколько крупных объектов, которые отличались по опасности и сложности прохождения. Карта включала в себя большое количество как открытых, так и закрытых пространств. Для прохождения миссий требовался отряд из трёх человек. При прохождении миссии необходимо было выполнить ряд заданий. Было необходимо, чтобы хотя бы один игрок дошёл до контрольной точки: в этом случае остальные участники отряда возрождались и двигались дальше. Если все три персонажа игроков погибали, миcсия считалась проигранной.

## Сюжет
В 2020 году экологические катастрофы, происходящие в мире, приводят к вымиранию целых экосистем, на место которых приходят стаи паразитов. Растительность мутирует, темпы её роста и распространения увеличиваются. Попытки уничтожения Леса людьми с помощью выжигания заканчиваются провалом, усугубляя ситуацию. Из-за потерь электростанций в мире не хватает электричества; начинаются голод и анархия.
Люди делают попытку уничтожить Лес с помощью специально разработанного вируса. Через некоторое время города накрывает аномальная пыльца, вызвав эпидемию неизвестной болезни. От неё в течение года погибает подавляющее большинство населения Земли.

## Разработка и поддержка игры
25 апреля 2012 года бывшие сотрудники GSC Game World, работавшие над S.T.A.L.K.E.R. 2, объявили о создании новой компании Vostok Games и анонсировали свой новый проект массовой многопользовательской онлайн-игры Survarium, который планируется распространять по бизнес-модели free-to-play. Также, 25 апреля 2012 года был выпущен первый «Дневник разработчиков» — шестиминутный видеоролик, раскрывающий некоторые детали разработки новой игры со слов разработчиков. Игра использовала графический движок Vostok Engine c поддержкой DirectX 11. По словам разработчиков, в игре должна была использоваться музыка в стиле Дарк-эмбиент для придания соответствующей атмосферы.
9 июля 2012 года компания Vostok Games обнародовала новые концепт-арты и второй «Дневник разработчиков», представленный, как и ранее, видеороликом. 1 октября 2012 года был выпущен третий «Дневник разработчиков», также были представлены новые скриншоты.
25 декабря 2012 года компания Vostok Games обнародовала новые изображения игры и четвёртый «Дневник разработчиков». В нём рассказывалось об игровой локации «Школа», о группировке «Чёрный рынок» и о системе повреждений и оружия в игре. Также в этот день был запущен официальный портал игры Survarium.
3 апреля 2013 года компания Vostok Games обнародовала пятый «Дневник разработчиков». В нём рассказывалось об игровой локации «Радиолокационная станция „Восток“», а также о группировке «Армия Возрождения». В этот же день была запущена регистрация на альфа-тест игры и открыт официальный форум игры.
13 мая 2013 года компания Vostok Games официально объявила о запуске альфа-теста Survarium.
15 июля 2013 года компания Vostok Games обнародовала шестой «Дневник разработчиков». В нём рассказывалось о локации «Химзавод», группировке «Поселение „Край“», а также о результатах начала альфа-тестирования.
29 ноября 2013 года компания Vostok Games обнародовала седьмой «Дневник разработчиков». В нём рассказывалось о скором переходе в стадию закрытой беты, о локациях «Таракановский форт» и «Мамаев Курган», а также о новой системе рассылке приглашений на тестирование игры.
20 декабря 2013 года разработчики объявили о начале закрытого бета-теста, которое также ознаменовалось введением новой системы рассылки приглашений на тест и открытием доступа к ней для иностранных фанатов. Также в игру добавили английскую и украинскую локализацию.
27 декабря 2013 года открылся магазин Survarium, в котором можно приобрести один из «Наборов основателей», дающий моментальный доступ в закрытый бета-тест, уникальные предметы для своего персонажа, бонусную премиум-валюту, и особый статус «основателя игры».
23 июня 2014 года разработчики объявили о начале открытого бета-тестирования 30 июня 2014 года.
Летом 2018 года, благодаря уязвимости в защите Steam Web API, стало известно, что точное количество пользователей сервиса Steam, которые играли в игру хотя бы один раз, составляет 2 337 644 человека.
8 февраля 2022 года было объявлено о закрытии серверов проекта в мае 2022 года. Серверы проекта были остановлены 31 мая 2022 года.